# GermanZero
GermanZero ist eine deutsche Klimaschutzorganisation, die sich dafür einsetzt, dass Deutschland bis 2035 klimaneutral wird. So soll die völkerrechtliche Verpflichtung aus dem Pariser Weltklimaabkommen von 2015 eingehalten werden, welches eine Begrenzung der Erderhitzung auf 1,5 Grad festlegt.
Der Weg zum Erreichen der Klimaziele führt nach Auffassung von GermanZero über ein zweigleisiges Vorgehen über die Bundespolitik und über die Kommunen: Für die Bundespolitik hat die Organisation ein „1,5-Grad-Gesetzespaket“ entwickelt, das GermanZero zufolge alle gesetzlichen Maßnahmen auf Bundesebene enthält, mit denen die Treibhausgasemissionen Deutschlands bis 2035 auf „netto null“ reduziert werden können. Mit so genannten „Politikgesprächen“ – Gesprächen mit Regierungsvertretern, Bundestagsabgeordneten und deren Mitarbeitern – wirbt die Organisation für die Umsetzung dieser Gesetzesmaßnahmen.
Für Klimaneutralität auf kommunaler Ebene betreibt GermanZero das kommunal aktive Netzwerk LocalZero, das ehrenamtliche Teams dabei unterstützt, ihre Stadt oder ihren Ort klimaneutral zu machen. Unter anderem unterstützt LocalZero diese Teams dabei, so genannte Klimaentscheide zu organisieren. Außerdem bietet das Netzwerk einen frei zugänglichen Online-Rechner, mit dem Bürger, Politiker und Verwaltungen eine „Klimavision“ erstellen können. Diese enthält unter anderem eine überschlägige Klimabilanz der Kommune sowie eine Übersicht über die wichtigsten Maßnahmen zur Klimaneutralität.
GermanZero versteht sich als bürgerliche Initiative in der Klimabewegung. Unterstützt wird die Organisation von einem Netzwerk von mehr als 1.000 ehrenamtlich organisierten Bürgern, die zum Teil auch operativ in der Initiative mitarbeiten.

## Organisation
Die Organisationsform der Initiative ist ein gemeinnütziger Verein mit Sitz in Hamburg, die Geschäftsstelle befindet sich in Berlin. Geschäftsführer war von November 2020 bis Januar 2025 Julian Zuber, der die Organisation als eines der Gründungsmitglieder mit aufgebaut hat. Im Mai 2024 trat Michael Schäfer als zweiter Geschäftsführer hinzu; seit Februar 2025 ist er alleiniger Geschäftsführer. Dem Vorstand von GermanZero gehören Albrecht von Sonntag, Friedemann Brockmeyer und Martin Oetting an. Initiiert wurde die Initiative im Herbst 2019 von Claas Helmke und Heinrich Strößenreuther, der 2016 das Volksbegehren für ein fahrradfreundliches Berlin (Initiative Volksentscheid Fahrrad) mitinitiiert hat. Heinrich Strößenreuther gehört zu den Gründungsmitgliedern des eingetragenen Vereins Klimaunion. GermanZero e.V. nahm im Jahr 2022 1.872.504 Euro ein, davon 57 Prozent von Großspendern. Vereinsziele sind Wissenschaft und Forschung, Bildung, Umweltschutz, welche nach § 52 Abs. 2 AO als gemeinnützig gelten. Stand Mai 2023 arbeiten 24 Personen in Festanstellung für den Verein.
GermanZero ist Mitglied der Initiative Transparente Zivilgesellschaft und veröffentlicht grundlegende Informationen zu Zielen, Mittelherkunft und -verwendung sowie Personalstruktur.

## Ziel und Aktionsformen
Das zentrale Ziel von GermanZero ist es, dass die Bundesrepublik Deutschland bis 2035 klimaneutral ist.
Zum Erreichen dieses Zieles bedient sich GermanZero unterschiedlicher Aktionsformen und Kampagnen:

### Der 1,5-Grad-Klimaplan
Am 17. Dezember 2019 stellte GermanZero auf einer Pressekonferenz den 1,5-Grad-Klimaplan vor, in dem Grundzüge eines sektorübergreifenden Maßnahmenkatalogs zur Erreichung des 1,5-Grad-Zieles für Deutschland definiert wurden. Der Klimaplan basiert auf den Ergebnissen einer Klimapolitik-Zukunftswerkstatt, an der rund 30 deutsche Umwelt- und Politikexperten aus Bereichen wie Energie, Industrie, Verkehr, Gebäude und Landwirtschaft Im November 2019 teilnahmen.

#### Wissenschaftliche Grundlage
Ausgangspunkt des 1,5-Grad-Klimaplans ist die vom Bundesumweltministerium bestätigte Beispielrechnung des Klimaforschers Stefan Rahmstorf darüber, wie viel CO2 Deutschland bei einer maximalen Erderhitzung von 1,75 Grad noch ausstoßen kann. Um das 1,5-Grad-Ziel zu erreichen, standen Deutschland demnach 2020 nur noch 2,4 Gigatonnen zur Verfügung, die bei einem jährlichen Ausstoß von 0,7 Gigatonnen bereits Mitte 2023 verbraucht wären.

#### Klimaschutz-Maßnahmen
Der Klimaplan definiert in einem ersten Maßnahmenkatalog, wie Deutschland bis 2035 klimaneutral werden und das 1,5-Grad-Ziel einhalten soll. Dazu gehören die klimafreundliche Transformation und ansteigende CO2-Mindestpreise in den Sektoren Energie, Industrie, Verkehr, Gebäude und Wärme, Landwirtschaft, -nutzung und Ernährung, ebenso wie der Ab- und Umbau von klimaschädlichen Subventionen sowie die rechtliche Verankerung des Klimaschutzes.
Ebenso werden Maßnahmen benannt, die Einzelpersonen treffen können, um klimafreundlicher zu leben, etwa in der Verkehrsnutzung, der Ernährung, im Stromverbrauch und beim Heizen. Als ein führender Emissionsverursacher soll Deutschland außerdem globale Mitverantwortung übernehmen und andere Länder dabei unterstützen, Klimaschutzmaßnahmen zu finanzieren und umzusetzen.

### 1,5-Grad-Gesetzespaket
GermanZero hat ein 1,5-Grad-Gesetzespaket entwickelt und am 28. Februar 2022, vier Tage nach Beginn des Ukrainekrieges, an die Bundestagsfraktionen übergeben. An der Entwicklung des Gesetzes waren rund 300 ehrenamtlichen Fachleute beteiligt, sowie Vertreter aus Wissenschaft, Wirtschaft, Politik und Verwaltung sowie der Zivilgesellschaft, die ihre Expertise unter anderem in 32 „Werkstätten“ mit 142 Teilnehmern aus rund 100 Organisationen einbrachten. Stephan Breidenbach leitete als Experte für Gesetzgebungslehre die Gesetzesentwicklung.
Das 1,5-Grad-Klimagesetzespaket von GermanZero hat zwei Stoßrichtungen:
1. Mit einer CO2-Steuer sollen soziale oder strukturelle Benachteiligungen ausgeglichen werden, die bei der Transformation zur Klimaneutralität bis 2035 entstehen. Die Steuer entspricht GermanZeros Forderung nach einer fairen Klimawende: Verursacher von Treibhausgasverschmutzung sollen entsprechend ihren Emissionen an den Kosten der Klimaneutralisierung beteiligt werden.
2. Im Rahmen des 1,5-Grad-Gesetzespaketes sollen zahlreiche Einzelgesetze angepasst und so strategische Stellschrauben verändert werden, z. B. um eine Verkehrswende in Land und Stadt, eine forcierte Energiewende oder Zuschüsse für klimaneutrale Heizungen und zahlreiche weitere Maßnahmen zu regeln. Insgesamt enthält das Gesetzespaket rund 230 Gesetzesmaßnahmen für die Sektoren Energie, Verkehr, Industrie, Gebäude, Landwirtschaft sowie für einen CO2-Preis und für internationalen Ausgleich.

### Lokale Initiativen

#### Lokalgruppen zu Bürgerentscheiden („Klimaentscheid“)
GermanZero unterstützt über sein Netzwerk LocalZero Lokalgruppen in Kommunen und Städten dabei die Transformation zur Klimaneutralität in ihrer Region bis spätestens 2035 mit gesellschaftspolitischen Mitteln zu initiieren und zu begleiten. Ziel ist, die Forderung nach Klimaneutralität bis spätestens 2035 in einer Bottom-Up-Bewegung auch in den Regionen zu verankern, in Kommunen und Städten die Klimaneutralität bereits umzusetzen und damit zugleich GermanZeros Initiative für ein 1,5-Grad-Klimagesetzespaket auf bundespolitischer Ebene zu unterstützen.
Angeboten werden den kommunalen Initiativen Workshops zum Kick-Off von Klimaentscheiden, Vernetzungsmöglichkeiten, Mustervorlagen zur Umsetzung und Gestaltung der kommunalen Initiativen sowie eine Patenbegleitung. Als zentrales Tool für die kommunalen Klimakampagnen hat GermanZero mit Klimawissenschaftlern den Klimavisions-Generator entwickelt, der auf der Basis örtlicher Daten in einer Überschlagsrechnung kalkuliert, wo und wie die jeweilige Kommune den Ausstoß von Treibhausgasen senken kann. Zugleich werden Kosten, benötigte Investitionen und Personal sowie die Arbeitsplatzeffekte für die regionale Wirtschaft grob quantifiziert. Der Klimastadtplan-Generator ist einsetzbar für Gemeinden ab 5.000 Einwohnern.
Unterstützt von GermanZero startete Essen am 1. Mai 2020 als erste Stadt eine Initiative für einen kommunalen Klimaentscheid. Seitdem folgten Initiativen in 81 weiteren Orten.
- 1 Initiative in Brandenburg (Potsdam)
- 1 Initiative in Berlin
- 28 Initiativen in Baden-Württemberg (Konstanz, Schorndorf, Ulm, Mannheim, Heidelberg, Backnang, Aalen, Remshalden, Eberbach, Weinstadt, Waiblingen, Kernen im Remstal, Heilbronn, Freiburg, Öhringen, Markdorf, Besigheim, Sachsenheim, Edingen-Neckarhausen, Karlsruhe, Kuppenheim, Donaueschingen, Aldingen, Schwäbisch Gmünd, Bietigheim-Bissingen, Sinsheim, Göppingen, Freudenstadt, Großbottwar)
- 16 Initiativen in Bayern (Bayreuth, Landshut, Ergolding, Neu-Ulm, Altdorf, Buch am Erlbach, Würzburg, Deggendorf, Traunstein, Nürnberg, Ingolstadt, Burgkunstadt, Kempten, Fürth, Regensburg, Tutzing)
- 1 Initiative in Bremen
- 3 Initiativen in Hessen (Wiesbaden, Rüsselsheim, Bad Hersfeld)
- 1 Initiative in Hamburg
- 1 Initiative in Mecklenburg-Vorpommern (Greifswald)
- 6 Initiativen in Niedersachsen (Buchholz in der Nordheide, Lüneburg, Göttingen, Hannover, Osnabrück, Vechelde)
- 9 Initiativen in Nordrhein-Westfalen (Essen, Münster, Aachen, Dortmund, Mülheim an der Ruhr, Marl, Köln, Unna, Ibbenbüren)
- 5 Initiative in Rheinland-Pfalz (Buchholz i. d. N., Mainz, Trier, Koblenz, Kaiserslautern)
- 5 Initiativen in Schleswig-Holstein (Husum, Bargteheide, Lübeck, Halstenbek, Pinneberg)
- 1 Initiative im Saarland (St. Ingbert)
- 2 Initiative in Sachsen (Dresden, Leipzig)
- 1 Initiative in Sachsen-Anhalt (Halle)
- 1 Initiative in Thüringen (Jena)

Die Klimaentscheide unterscheiden sich hinsichtlich ihrer Methode, wie z. B. Bürgerbegehren, Ratsantrag, Einwohnerantrag, Gespräche, Aktionen, u. a. der konkreten Fragestellung, des Zieljahres zum Erreichen der Klimaneutralität, des Adressaten (Stadt/Gemeinde/Landkreis/Land) und des aktuellen Status. So wurde z. B. der Klimaentscheid Münsters am 26. August 2020 vom Rat der Stadt Münster mehrheitlich beschlossen, während sich andere lokale Initiativen noch im Findungsprozess befinden. Insgesamt haben 25 Städte und Kommunen nach der Gründung einer lokalen Klimaentscheid-Gruppe (in den meisten Fällen aufgrund einer von der Gruppe durchgeführten Unterschriftensammlung zu Bürgerbegehren oder Einwohnerantrag) einen Entschluss für eine Klimaneutralität bis spätestens 2035 gefasst.

#### Ortsgruppen zu Politiker-Gesprächen
Begleitend zu den kommunalen Initiativen lädt GermanZero Bürger ein, Politiker zur Abgabe eines Klimaversprechens zur Einhaltung des 1,5-Grad-Zieles aufzurufen. Im Rahmen dieser Kampagne wurden Abgeordnete des Bundestages bisher fast 30.000 Mal zu Klimaversprechen aufgefordert. Ziel ist es, in allen Wahlkreisen einen Dialog zwischen Bürgern und deren Abgeordneten in ihren jeweiligen Wahlkreisen zu beginnen. Dabei sollen die Bürger von GermanZero über die Gründung von Ortsgruppen in ihren Wahlkreisen in der Vorbereitung und Durchführung dieser Gespräche begleitet werden.